# Brzyska
Brzyska è un comune rurale polacco del distretto di Jasło, nel voivodato della Precarpazia.
Ricopre una superficie di 45,13 km² e nel 2004 contava 6 207 abitanti.